# Rezolucja Rady Bezpieczeństwa ONZ nr 1669
Rezolucja Rady Bezpieczeństwa ONZ nr 1669 została uchwalona 10 kwietnia 2006 podczas 5408. posiedzenia Rady.
Rada wyraża w rezolucji zgodę na częściową relokację sił ONZ stacjonujących w regionie Wielkich Jezior Afrykańskich. Upoważnia sekretarza generalnego do przerzucenia batalionu piechoty, szpitala polowego i 50 obserwatorów wojskowych z Misji ONZ w Burundi (ONUB) do Misji ONZ w Demokratycznej Republice Konga (MONUC)